# Mordellistena nubila
Mordellistena nubila is een keversoort uit de familie spartelkevers (Mordellidae). De wetenschappelijke naam van de soort is voor het eerst geldig gepubliceerd in 1858 door LeConte.